# لیلند (کارولینای شمالی)
لیلند (به انگلیسی: Leland) شهری در ایالت کارولینای شمالی کشور ایالات متحده آمریکا است که جمعیت آن در سرشماری سال ۲۰۱۰ میلادی، ۱۳٬۵۲۷ نفر بوده‌است.